# Élections parlementaires de 2019 en Nouvelle-Galles du Sud
Les élections législatives de 2019 ont lieu le 23 mars 2019 afin d'élire les 93 sièges de l'Assemblée législative ainsi que 21 des 42 sièges du Conseil législatif de Nouvelle-Galles du Sud.
Malgré un léger recul, le scrutin est une victoire pour la coalition libérale-nationale au pouvoir, qui remporte un troisième mandat consécutif pour la première fois depuis 1971. Après avoir remplacé Mike Baird au cours de la législature précédente, Gladys Berejiklian devient la première femme à conduire à la victoire un parti en Nouvelle-Galles du Sud, et est reconduite au poste de Premier ministre,.

## Système électoral
La Nouvelle-Galles du Sud  est dotée d'un parlement bicaméral composé d'une chambre basse, l'Assemblée législative, et d'une chambre haute, le Conseil législatif. Toutes deux sont renouvelées simultanément mais selon des modalités différentes, dont notamment un renouvellement du Conseil par moitié seulement. Les élections sont fixées tous les quatre ans au quatrième samedi du mois de mars,.

### Assemblée législative

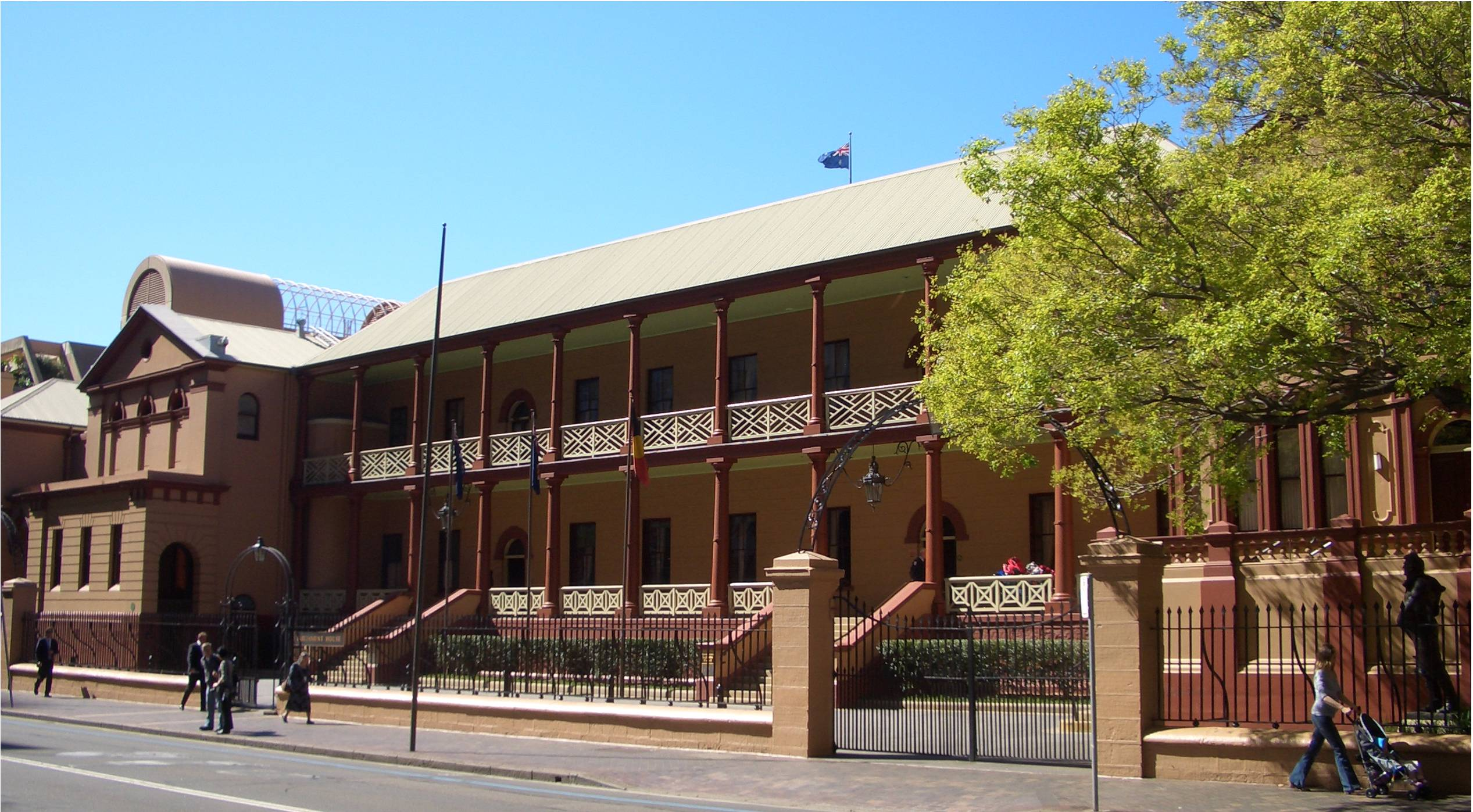
Bâtiment du parlement à Sydney.

L'assemblée est dotée de 93 sièges pourvus pour quatre ans au vote à second tour instantané dans autant de circonscriptions électorales. Le vote y est utilisé sous sa forme optionnelle : les électeurs peuvent classer l'intégralité des candidats par ordre de préférences en écrivant un chiffre à côté de chacun de leurs noms sur le bulletin de vote, 1 étant la première préférence. Contrairement à la forme intégrale, les électeurs ne sont pas contraints de faire ce classement pour la totalité des candidats pour que leur vote soit valide. Ils peuvent donc n'indiquer que leur premier et seul choix, ou ne classer qu'une partie des candidats. Au moment du dépouillement, les premières préférences sont d'abord comptées puis, si aucun candidat n'a réuni plus de la moitié des suffrages dans la circonscription, le candidat arrivé dernier est éliminé et ses secondes préférences attribuées aux candidats restants. L'opération est renouvelée jusqu'à ce qu'un candidat atteigne la majorité absolue,. 

### Conseil législatif

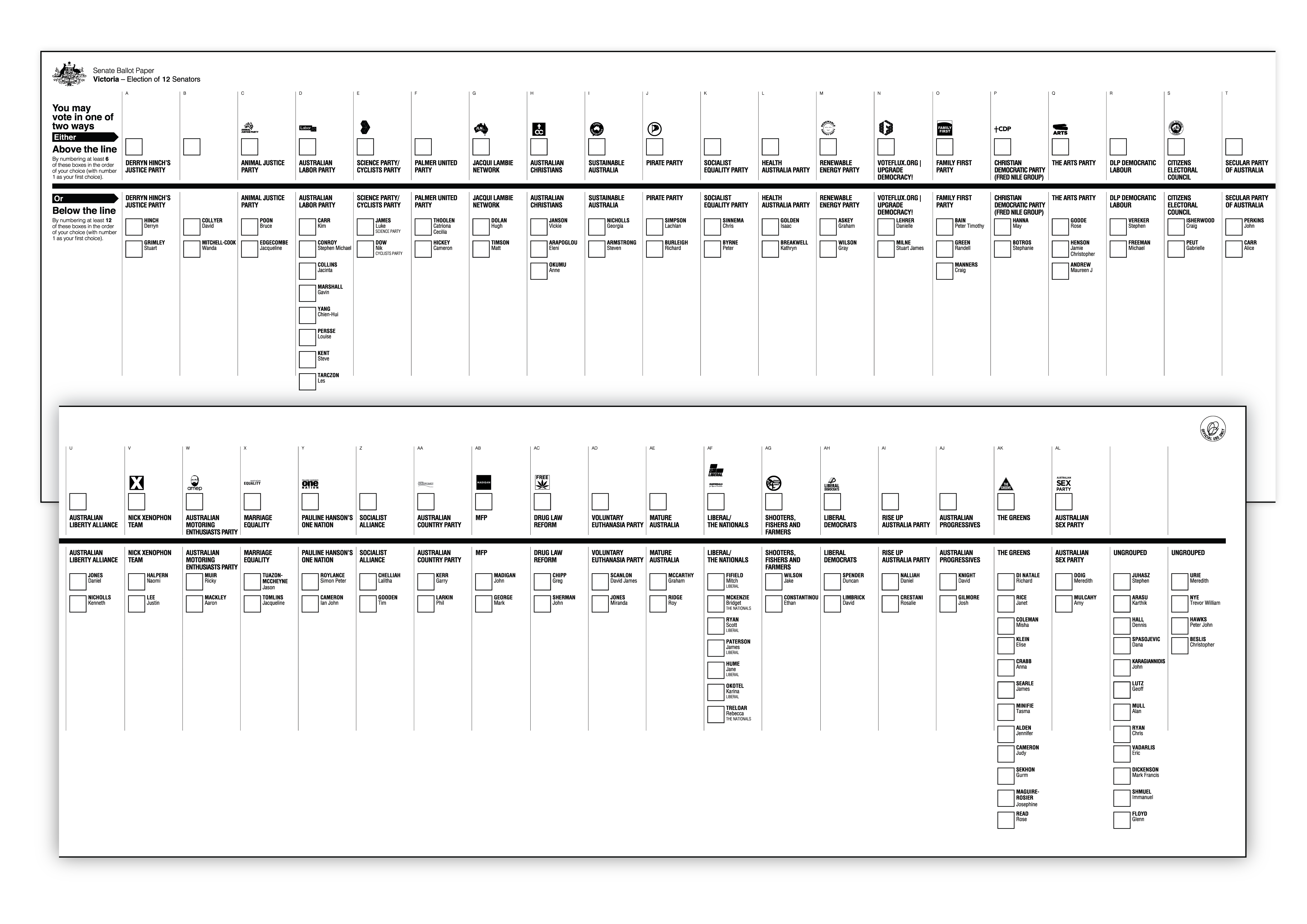
Exemple de bulletin de vote utilisé au Conseil (ici pour l'état de Victoria)

Le conseil est doté de 42 sièges pourvus pour des mandats de huit ans mais renouvelés par moitié tous les quatre ans au scrutin à vote unique transférable dans une unique circonscription électorale couvrant l’État entier. Dans ce mode de scrutin, à finalité proportionnelle, les électeurs classent au moins autant de candidats que de sièges à pourvoir par ordre de préférences en écrivant un chiffre à côté de chacun de leurs noms sur le bulletin de vote, 1 étant la première préférence,. 
Dans la pratique, les candidats sont regroupés sur le bulletin de vote par partis, et les électeurs peuvent librement sélectionner l'ensemble des candidats de ce parti ou en sélectionner des candidats de partis différents, à condition d'en sélectionner au moins quinze. Les électeurs ont cependant la possibilité de voter directement pour le parti de leur choix en cochant une seule case, auquel cas l'ensemble de leurs préférences sont attribués aux candidats présentés par le parti dans l'ordre proposé par ce dernier. Les bulletins de vote sont imprimés avec les partis disposés horizontalement au-dessus d'une ligne sous laquelle leurs candidats sont disposés en colonnes verticales. Un vote directement par candidats est ainsi couramment appelé « En dessous de la Ligne » (Below the Line) et un vote par partis « Au dessus de la ligne » (Above the Line). Les partis ne sont pas contraints de présenter autant de candidats que de sièges à pourvoir et tendent à en présenter un nombre restreint afin de limiter la dispersion des voix de leurs électeurs, notamment chez les petit partis,.
Au moment du dépouillement, il est d'abord établi le quota de voix à atteindre par un candidat pour obtenir un siège en divisant le nombre de votes valides plus un par le nombre de sièges à pourvoir plus un. Les premières préférences sont d'abord comptées et le ou les candidats ayant directement atteint le quota sont élus. Pour chaque candidat élu, les secondes préférences de ses électeurs sont ajoutées au total des voix des candidats restants, permettant éventuellement à ces derniers d'atteindre à leur tour le quota. Si aucun candidat n'a atteint le quota dans la circonscription, ou qu'il reste des sièges à pourvoir après attribution des secondes préférences, le candidat arrivé dernier est éliminé et ses secondes préférences attribuées aux candidats restants. Si un candidat est élu ou éliminé et que ses secondes préférences vont à un candidat lui-même déjà élu ou éliminé, les préférences suivantes sont utilisées, et ainsi de suite. L'opération est renouvelée jusqu'à ce qu'autant de candidats que de sièges à pourvoir atteignent le quota,.

## Résultats

### Assemblée législative
|                                   |                                     |                                     |           |       |               |        |               |  |  |
| Partis                            | Partis                              | Partis                              | Votes     | %     | +/-           | Sièges | +/-           |  |  |
|                                   |                                     | Parti libéral                       | 1 456 010 | 31,99 | 3,10          | 35     | 2             |  |  |
|                                   | Parti national                      | 436 806                             | 9,60      | 0,95  | 13            | 4      |               |  |  |
| Total Coalition                   | Total Coalition                     | 1 892 816                           | 41,58     | 4,05  | 48            | 6      |               |  |  |
|                                   | Parti travailliste                  | Parti travailliste                  | 1 516 143 | 33,31 | 0,77          | 36     | 2             |  |  |
|                                   | Verts                               | Verts                               | 435 401   | 9,57  | 0,72          | 3      | 0             |  |  |
|                                   | Chasseurs, pêcheurs et agriculteurs | Chasseurs, pêcheurs et agriculteurs | 157 636   | 3,46  | Nv            | 3      | 3             |  |  |
|                                   | Australie durable                   | Australie durable                   | 69 831    | 1,53  | Nv            | 0      | 0             |  |  |
|                                   | Garder Sydney Ouvert                | Garder Sydney Ouvert                | 69 076    | 1,52  | Nv            | 0      | 0             |  |  |
|                                   | Justice pour les animaux            | Justice pour les animaux            | 68 802    | 1,51  | 1,39          | 0      | 0             |  |  |
|                                   | Une Nation                          | Une Nation                          | 49 948    | 1,10  | Nv            | 0      | 0             |  |  |
|                                   | Parti chrétien-démocrate            | Parti chrétien-démocrate            | 36 575    | 0,80  | 2,31          | 0      | 0             |  |  |
|                                   | Conservateurs                       | Conservateurs                       | 22 590    | 0,50  | Nv            | 0      | en stagnation |  |  |
|                                   | Libéraux démocrates                 | Libéraux démocrates                 | 10 530    | 0,23  | Nv            | 0      | en stagnation |  |  |
|                                   | Parti des petits commerces          | Parti des petits commerces          | 3 355     | 0,07  | Nv            | 0      | en stagnation |  |  |
|                                   | Alliance socialiste                 | Alliance socialiste                 | 1 208     | 0,03  | en stagnation | 0      | en stagnation |  |  |
|                                   | Flux                                | Flux                                | 698       | 0,02  | Nv            | 0      | en stagnation |  |  |
|                                   | Indépendants                        | Indépendants                        | 217 277   | 4,77  | 0,43          | 3      | 1             |  |  |
| Après répartition des préférences |                                     |                                     |           |       |               |        |               |  |  |
|                                   | Coalition                           | Coalition                           | 2 053 185 | 52,02 | 2,30          | 48     | 6             |  |  |
|                                   | Parti travailliste                  | Parti travailliste                  | 1 516 143 | 47,98 | 2,30          | 36     | 2             |  |  |
|                                   |                                     |                                     |           |       |               |        |               |  |  |
| Votes valides                     | Votes valides                       | Votes valides                       | 4 551 886 | 96,54 |               |        |               |  |  |
| Votes blancs et invalides         | Votes blancs et invalides           | Votes blancs et invalides           | 162 897   | 3,46  |               |        |               |  |  |
| Total                             | Total                               | Total                               | 4 714 783 | 100   | –             | 93     | en stagnation |  |  |
| Abstentions                       | Abstentions                         | Abstentions                         | 556 992   | 10,57 |               |        |               |  |  |
| Inscrits / participation          | Inscrits / participation            | Inscrits / participation            | 5 271 775 | 89,43 |               |        |               |  |  |

### Conseil législatif
|                           |                                     |                                     |           |               |      |        |             |        |               |
| Partis                    | Partis                              | Partis                              | Voix      | %             | +/-  | Sièges | Sièges      | Sièges | +/-           |
| Partis                    | Partis                              | Partis                              | Voix      | %             | +/-  | Élus   | Pas en lice | Total  | +/-           |
|                           |                                     | Liste jointe libérale-nationale     | 1 530 542 | 34,39         | 7,90 |        |             |        |               |
|                           | Parti libéral                       | 16 117                              | 0,37      | 0,10          | 5    | 6      | 11          | 2      |               |
|                           | Parti national                      | 3 092                               | 0,06      | en stagnation | 3    | 3      | 6           | 1      |               |
| Total Coalition           | Total Coalition                     | 1 549 751                           | 34,82     | 7,80          | 8    | 9      | 17          | 3      |               |
|                           | Parti travailliste                  | Parti travailliste                  | 1 321 449 | 26,96         | 1,40 | 7      | 7           | 14     | 2             |
|                           | Verts                               | Verts                               | 432 999   | 9,73          | 0,19 | 2      | 2           | 4      | 1             |
|                           | Une Nation                          | Une Nation                          | 306 933   | 6,90          | Nv   | 2      | 0           | 2      | 2             |
|                           | Chasseurs, pêcheurs et agriculteurs | Chasseurs, pêcheurs et agriculteurs | 246 477   | 5,54          | 1,65 | 1      | 1           | 2      | en stagnation |
|                           | Parti chrétien-démocrate            | Parti chrétien-démocrate            | 101 328   | 2,28          | 0,65 | 0      | 1           | 1      | 1             |
|                           | Libéraux-démocrates                 | Libéraux-démocrates                 | 96 999    | 2,18          | Nv   | 0      | 0           | 0      | en stagnation |
|                           | Justice pour les animaux            | Justice pour les animaux            | 86 713    | 1,95          | 0,17 | 1      | 1           | 2      | 1             |
|                           | Garder Sydney Ouvert                | Garder Sydney Ouvert                | 81 508    | 1,83          | Nv   | 0      | 0           | 0      | en stagnation |
|                           | Australie durable                   | Australie durable                   | 65 102    | 1,46          | Nv   | 0      | 0           | 0      | en stagnation |
|                           | Euthanasie volontaire               | Euthanasie volontaire               | 46 971    | 1,06          | 0,11 | 0      | 0           | 0      | en stagnation |
|                           | Parti des petits commerces          | Parti des petits commerces          | 30 409    | 0,68          | Nv   | 0      | 0           | 0      | en stagnation |
|                           | Conservateurs                       | Conservateurs                       | 26 303    | 0,59          | Nv   | 0      | 0           | 0      | en stagnation |
|                           | Flux                                | Flux                                | 16 212    | 0,36          | Nv   | 0      | 0           | 0      | en stagnation |
|                           | Alliance socialiste                 | Alliance socialiste                 | 13 194    | 0,32          | 0,12 | 0      | 0           | 0      | en stagnation |
|                           | Autres partis                       | Autres partis                       | 25 793    | 0,58          | –    | 0      | 0           | 0      | en stagnation |
|                           | Indépendants                        | Indépendants                        | 2 005     | 0,05          | 0,02 | 0      | 0           | 0      | en stagnation |
|                           |                                     |                                     |           |               |      |        |             |        |               |
| Votes valides             | Votes valides                       | Votes valides                       | 4 451 146 | 93,65         |      |        |             |        |               |
| Votes blancs et invalides | Votes blancs et invalides           | Votes blancs et invalides           | 301 681   | 6,35          |      |        |             |        |               |
| Total                     | Total                               | Total                               | 4 752 827 | 100           | –    | 21     | 21          | 42     | en stagnation |
| Abstentions               | Abstentions                         | Abstentions                         | 518 948   | 9,84          |      |        |             |        |               |
| Inscrits/Participation    | Inscrits/Participation              | Inscrits/Participation              | 5 271 775 | 90,16         |      |        |             |        |               |